# Krasnoufimsk

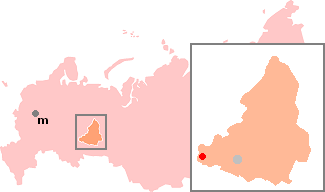
Lokalizacja miasta

Krasnoufimsk (ros. Красноуфимск) – miasto w Rosji w obwodzie swierdłowskim na Uralu, nad Ufą.
Liczba mieszkańców w 2005 roku wynosiła ok. 43 tys.
W mieście rozwinął się przemysł spożywczy, materiałów budowlanych oraz drzewny.
W Krasnoufimsku pod koniec XIX wieku przebywali polscy zesłańcy w tym ks. Antoni Gucewicz.